# Apagón informativo
Apagón informativo o silencio informativo se refiere a la censura de noticias relativas a un determinado asunto por parte de los medios de comunicación de masas. Apagón de prensa es una expresión similar pero referida únicamente a los medios de carácter impreso.  
Un apagón informativo puede ser voluntario y aceptado por los propios medios o puede ser forzado por el gobierno y/o Estado, el cual financia a la empresa e impide que se convierta en autónoma. Este apoyo condiciona los contenidos de los mass media y ejerce una censura, ofreciendo soluciones propias a las necesidades comunicativas de los sectores populares.     
El tema es objeto de controversia, especialmente en tiempo de paz, ya que algunos lo consideran un método válido de desinformación y otros una violación de los derechos humanos y represión de la libertad de expresión. 
Cabe recordar que el Artículo 19 de la Declaración Universal de los Derechos Humanos reconoce que “todo individuo tiene derecho a la libertad de opinión y de expresión. Este derecho incluye el no ser molestado a causa de sus opiniones, el investigar y recibir informaciones y opiniones y difundirlas, sin limitación de fronteras, por cualquier medio de expresión”.
En efecto, el hecho de que los Estados sigan sin garantizar los derechos de sus miembros en el ámbito de la comunicación social, remite a dos cuestiones fundamentales: las lógicas que guían la elaboración de las políticas de comunicación y los conceptos y modelos que la siguen. Por lo tanto, los mecanismos y convenciones que deben guiar este proceso deben adaptarse a la evolución de la sociedad. 
Las políticas de comunicación actuales y la opinión pública siguen siendo consecuencia y reflejo de las lógicas particulares de los Estados y empresas. Tal y como dice el periodista Saavedra; “la opinión pública formada a través de los medios no es ni puede ser una opinión fundada, no es ni puede ser una opinión libre. No basta con que todo el mundo tenga acceso a los medios. Los propios condicionamientos inherentes a la comunicación de masas son una forma de censura”.         

## Censura informativa y libertad de prensa
Existen dos formas de censura informativa: la autoritaria (más efímera y fácil de neutralizar y erradicar) y la capitalista. Según los opositores de la izquierda política esta última estrangula el análisis y la reflexión a través de una cultura de masas cuyo fin es provocar un estado emocional colectivo, el cual a su vez produce un poder de intimidación, efecto de la masificación y cosificación del receptor. 
La libertad de prensa, convertida en libertad de empresa, se ha apropiado privadamente de la información, que es un bien común de la humanidad. Los ataques contra cualquier intento de una legislación sobre la comunicación social, sólo sirven para evitar la participación y el acceso de todos los sectores sociales y la realización de su derecho originario a la comunicación social, es decir, a ser sujetos activos de la información.
Cabe recordar que la Constitución española, en su artículo 20, reconoce y protege, entre otros, los derechos “a expresar y difundir libremente pensamientos e ideas”, además de “comunicar o recibir libremente información veraz de cualquier medio”.
Las sociedades viven actualmente un mejoramiento cuantitativo de las informaciones disponibles, pero la cuestión es si este incremento de medios disponibles para recibir noticias garantiza una mejora sustancial de la tasa de información. Hoy en día, el ciudadano medio podría estar mejor informado que nunca, pero no necesariamente comprende mejor lo que sucede en el mundo. A su vez, Internet podría verse como un elemento potenciador del sentido democrático de la sociedad contemporánea. A pesar de ello, se hace imposible el intercambio de ideas desde el punto de vista civil. 
Las etapas democráticas vividas actualmente suponen, por tanto, una evolución de los medios de comunicación ya existentes en la configuración y asentamiento de los nuevos que impulsan nuevos modelos de negocio, nuevas estrategias empresariales y de comunicación.

## Apagón informativo en los medios de comunicación

### Prensa
Uno de los primeros apagones informativos producidos en prensa se realizó en Gran Bretaña, al principio de la Segunda Guerra Mundial. La noticia de la pérdida de 4.000 vidas en el hundimiento del transatlántico RMS Lancastria se ocultó para evitar que afectara a la moral de la población civil, la cual pasaba por momentos muy delicados. “Los periódicos ya han publicado suficientes desastres, al menos por hoy”, fue el comentario del primer ministro Winston Churchill al enterarse de la noticia. Finalmente fue publicada cuando la noticia fue conocida en el extranjero.
La palabra, al ser el único elemento óptimo en los medios impresos, hace aún más visible la censura informativa. Este es uno de los casos más reconocidos de apagón informativo que hasta la fecha existen.

### Televisión
La televisión, ese medio encargado de transmitir y recibir imágenes y sonidos a distancia empleando un mecanismo de difusión, es testigo de infinidad de apagones informativos. Es el medio en el que más veces ha ocurrido y por sus diferentes características visuales, es en el que más evidente se hace.
Por lo general, cuanta mayor es la libertad de un país y más sensacional es la historia, más probable es que alguna organización se salte el apagón y publique la noticia. Sin embargo, hay casos que confirman la regla. 
El 22 de junio de 2009, cuando saltó la noticia de que el reportero del New York Times, David Rohde, había conseguido escapar de sus raptores talibanes, pocos eran los que sabían que había estado secuestrado, pues The Times mantuvo esa información totalmente oculta. En aras de la seguridad de los reporteros, se pidió a otras grandes organizaciones de noticias que hicieran lo mismo. 
Kelly McBride, quien enseñaba ética del periodismo en el Instituto Pointer, declaró que ella estaba "realmente asombrada" por el apagón informativo. McBride también dijo que el apagón podría dañar la credibilidad de las organizaciones de noticias.

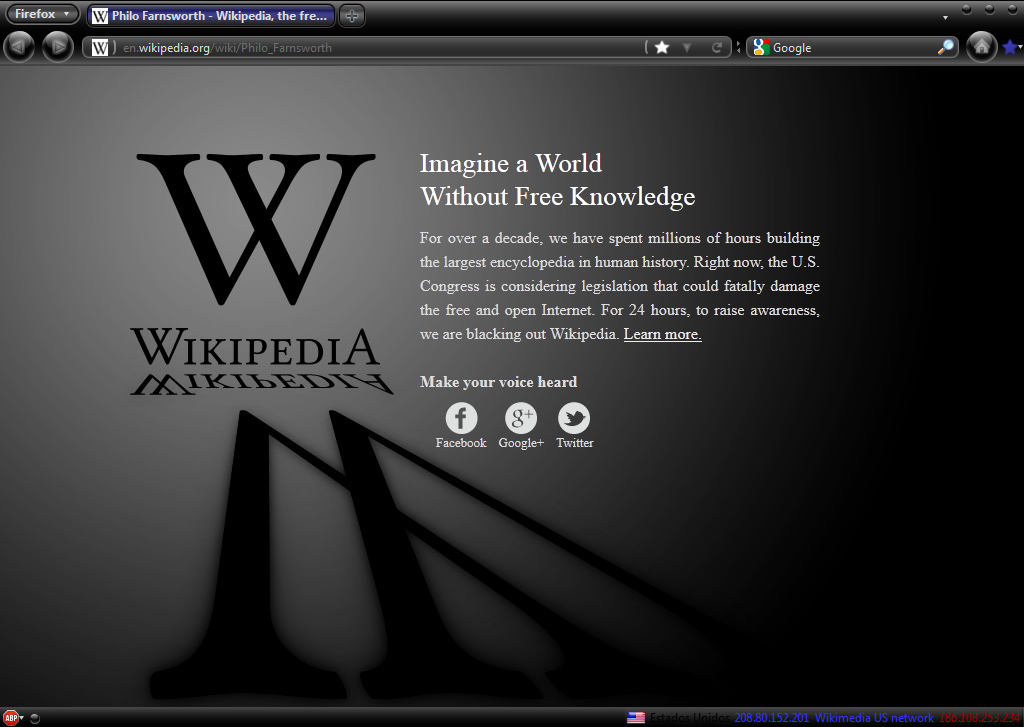
La página de Wikipedia en inglés durante el 18 de enero de 2012, ilustrando el apagón internacional en protesta a las leyes SOPA y PIPA.

### Redes sociales
Las redes sociales son el medio más utilizado por jóvenes y adultos. Alrededor del 53 % de la población total usa alguna. A través de ellas, se pueden expresar cualquier tipo de opiniones e ideas. Pero no están exentas de censuras.
El mundo se ha convertido en una gran redacción de noticias. Sin ir más lejos, el apagón informativo tras las revueltas de Irán en 2009 marcó el camino a seguir entre los usuarios de Twitter, que encontraron en la red social la vía de escape a la censura, y colocaron en todo el mundo imágenes de lo que allí ocurría.
Quizá sea el medio de comunicación donde más difícil es censurar noticias. Al utilizarse por millones de ciudadanos (2.500 millones de personas usan por ejemplo Facebook) es complicado que se puedan producir apagones en la información.
Posiblemente la mejor forma de censurar información en las Redes Sociales es a través de FakeNews, pues con estas es difícil medir la veracidad de una noticia y la que dice lo opuesto.                   

## Reivindicaciones

### 15-O

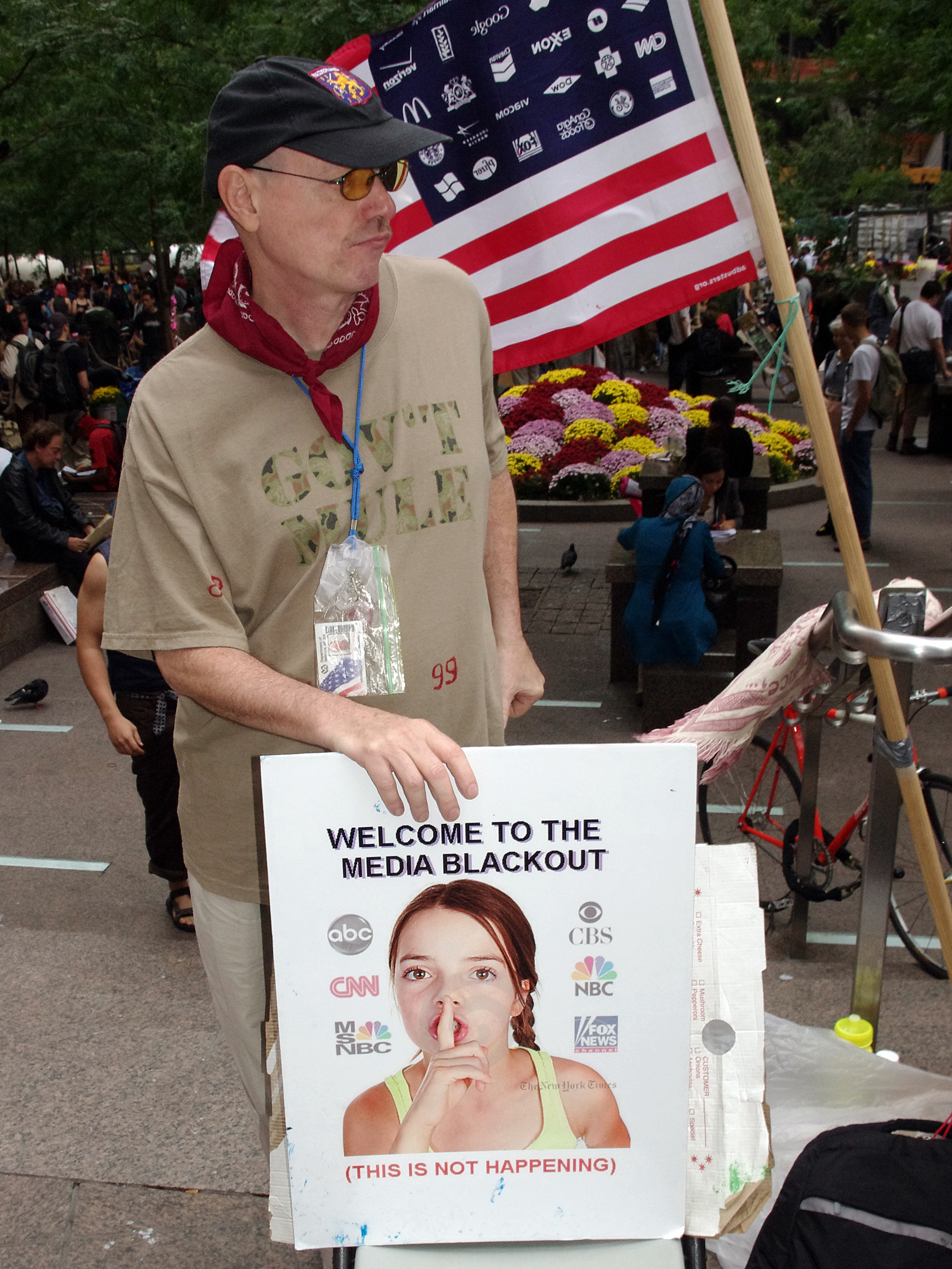
Durante las semanas iniciales del Occupy Wall Street, algunas personas protestaron por considerar que la falta de noticias se debía a un apagón informativo.

Con tantos ejemplos de apagones informativos y cada vez más continuados y evidentes, la sociedad comenzó a protestar y reivindicarse. Uno de los movimientos más importantes referidos a este tema es el llamado 15-O.
El 15-O es un conjunto de protestas pacíficas dadas en forma de manifestaciones que tienen lugar anualmente en 1051 ciudades de 90 países. Nacieron promovidas en 2011 por la plataforma ¡Democracia Real YA!  durante las protestas en España por la situación político-social vivida. Fueron preparadas junto a otros colectivos reivindicativos, coincidiendo con el movimiento Occupy Wall Street de Nueva York. Ambas organizaciones protestantes recibieron amplia difusión a través de internet y redes sociales.

### Occupy Wall Street
Occupy Wall Street es la rama más conocida de la acción de protesta Movimiento 15-O. Desde su origen, fue creada para visibilizar las protestas sociales de la izquierda por la llamada avaricia corporativa de las grandes empresas, la percepción de desigualdad social que para ellos es un problema en los diferentes países y la falta de noticias e informaciones sobre estos temas debido a apagones informativos.      
Ambas acciones reivindicativas son la base de infinidad de ramas protestantes a lo largo del mundo. Sin ellas, no se hubiese conseguido representar a una amplia masa social que legalmente protesta por lograr un derecho fundamental recogido en las constituciones, como es el derecho a estar informado.

## Avances y futuro
El futuro informativo es incierto y no pasará únicamente por los periodistas, sino también por los grandes líderes políticos. Estos últimos cada vez practican el hermetismo de forma más continuada. Un ejemplo claro es el del presidente del gobierno español Pedro Sánchez, quien desde que llegó al poder, se ha dejado ver poco en ruedas de prensa. Esta cerrada actitud contrastaba con la demanda de transparencia que el PSOE reclamaba al PP en su época mandataria. Finalmente, la actitud de Sánchez se moldeó, entendiendo que el pueblo tiene derecho a conocer la información actual política del país. 
Este ejemplo puede ayudar a entender el rumbo info-comunicativo en que se dirigen los medios. Las predicciones son inciertas, pero se sabe que los mass media son moldeables y ajustables.